# Josef Goldschmidt
Josef Goldschmidt, hebr. יוסף גולדשמידט, ang. Yosef Goldschmidt (ur. 1907 we Frankfurcie nad Menem, zm. 25 lipca 1981) – izraelski polityk i nauczyciel, w latach 1969–1974 poseł do Knesetu, w latach 1969–1970 wiceminister spraw wewnętrznych.

## Życiorys
Urodził się w 1907 we Frankfurcie nad Menem, tam też uczył się w jesziwie, a następnie studiował na Uniwersytecie Johanna Wolfganga Goethego. Studia kontynuował na Uniwersytecie Ludwika i Maksymiliana w Monachium, następnie wyjechał do Wielkiej Brytanii, by podjąć naukę na Uniwersytecie Londyńskim.
W 1935 wyemigrował do Palestyny, gdzie pracował jako nauczyciel w szkołach średnich. Uczył biologii, chemii i geografii. W latach 1942–1948 był wizytatorem żydowskich szkół w Palestynie, a w niepodległym Izraelu, w latach 1948–1952, głównym inspektorem całego mizrachijskiego systemu szkolnego. Następnie w latach 1952–1953 był zastępcą dyrektora generalnego w Ministerstwie Edukacji i Kultury, gdzie przepracował kolejne 15 lat jako dyrektor sekcji szkolnictwa religijnego.
W wyborach parlamentarnych w październiku 1969 startował z listy Narodowej Partii Religijnej i nie dostał się do izraelskiego parlamentu. Zaledwie jednak miesiąc po rozpoczęciu się siódmej kadencji Knesetu, 15 grudnia tego roku, objął mandat poselski, zastępując Josefa Burga. Burg, wieloletni lider Narodowej Partii Religijnej, w wyniku pewnych przetasowań politycznych zrezygnował z funkcji posła, którą sprawował nieprzerwanie od 1949 roku – objął jednak (ponownie) funkcję ministra opieki społecznej w nowo utworzonym rządzie Goldy Meir.
22 grudnia Goldschmidt również został powołany do tego rządu, na stanowisko wiceministra spraw wewnętrznych, w resorcie, którego ministrem był Chajjim Mosze Szapira, drugi z przywódców Narodowej Partii Religijnej. W siódmym Knesecie zasiadał do końca kadencji 21 stycznia 1974. Szeroko udzielał się w życiu parlamentarnym – był przewodniczącym komisji konstytucji, prawa i sprawiedliwości oraz podkomisji prawa, był także członkiem czterech innych komisji: finansów, edukacji i kultury, spraw wewnętrznych oraz powołań sędziowskich.
16 lipca 1970, w związku ze śmiercią ministra Chajiima Moszego Szapiry, czasowo został odwołany z tego stanowiska wiceministra, jednak powrócił na ten urząd już 19 czerwca u boku nowego ministra – Josefa Burga. Tym razem był wiceministrem przez niecałe dwa miesiące do 1 września 1970.
W kolejnych wyborach nie udało mu się zdobyć mandatu poselskiego. W 1974 był przez pewien czas zastępcą burmistrza Jerozolimy.
Był autorem licznych publikacji związanych z edukacją, religią i filozofią.
Zmarł 25 lipca 1981 w wieku siedemdziesięciu czterech lat. Został pochowany na cmentarzu Har ha-Menuchot.